# 1/6
1/6 (da pronunciare come One Sixth) è il terzo EP della cantante sudcoreana Sunmi, pubblicato nel 2021.

## Tracce
1. You Can't Sit with Us – 3:17
2. Sunny – 3:20
3. 1/6 (6분의1) – 3:41
4. Call – 2:45
5. Narcissism – 3:52
6. Borderline – 2:54